# Edward Kleban
Edward Kleban, auch Ed Kleban (* 30. April 1939 in der Bronx, New York City; † 28. Dezember 1987 in New York City) war ein US-amerikanischer Musical-Komponist und Texter.

## Leben und Werk
Kleban wurde 1939 in der Bronx in New York geboren und absolvierte die New Yorker High School of Music & Art und die Columbia University, an der er mit Terrence McNally studierte. Kleban ist insbesondere bekannt als Texter des bekannten Broadway-Musicals A Chorus Line, das 1976 mit dem Tony Award ausgezeichnet wurde. Im selben Jahr erhielt er gemeinsam mit dem Komponisten Marvin Hamlisch und drei weiteren Mitwirkenden des Musicals den Pulitzer-Preis für Theater.
Die Ein-Frauen-Show von Phyllis Newman, The Madwoman of Central Park West (1979), enthielt einige Lieder mit seinen Texten. Mehrere Jahre arbeitete er bei Columbia Records, wo er Alben von unter anderem Igor Strawinsky und Percy Faith sowie das Album für das Off-Broadway-Musical Now Is The Time For All Good Men von Nancy Ford produzierte. Er unterrichtete viele Jahre lang beim Broadcast Music Incorporated (BMI) bei Musiktheater-Workshops.
Kleban starb am 28. Dezember 1987 im New Yorker St. Vincent’s Hospital an den Folgen von Kehlkopfkrebs.

## Kleban-Stiftung
Kleban begründete durch sein Testament die Kleban Foundation, die jährlich den Kleban-Award für Musical in Höhe von 100.000 US-Dollar an begabte Librettisten und Texter des amerikanischen Musicals vergibt. Die Preise werden durch die BMI in Zusammenarbeit mit New Dramatists und der American Society of Composers, Authors and Publishers (ASCAP) organisiert.